# التامة بنت أبي الشمال
التامة بنت أبي الشمال راوية للحديث روت عن أم جميلة السعدية، عن عائشة أم المؤمنين، وروى عنها أخوها محمد بن أبي الشمال.